# Zapotal de Llicsa
Zapotal de Llicsa es un caserío peruano ubicado en el distrito de Sapillica, perteneciente a la provincia de Ayabaca del departamento de Piura, al norte del Perú. 

## Ubicación
Zapotal de Llicsa se ubica al oeste de la provincia de Ayabaca, en el distrito de Sapillica, en el departamento de Piura.

## Demografía
En 2017 Zapotal de Llicsa tenía una población de 191 habitantes.
| Gráfica de evolución demográfica de Zapotal de Llicsa entre 1993 y 2017 |
|                                                                         |
| Fuentes: Población 1993 y 2017                                          |